# チストポリ
座標: 北緯55度21分53秒 東経50度37分34秒 / 北緯55.36472度 東経50.62611度

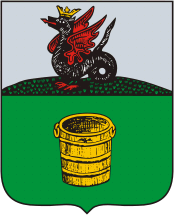
市の紋章

チストポリ（チーストポリ、ロシア語: Чи́стополь, Chistopol）、あるいはチスタイ（タタール語: Чистай, Çistay, チュヴァシ語: Чистай, Chistay）は、ロシアのタタールスタン共和国の都市。人口は5万8815人（2021年）。
共和国首都カザンから南東へ140キロメートル。ウラル山脈西麓を流れるカマ川の左岸に面して建つ。下流のヴォルガ川本流のクイビシェフ・ダムによって造られた人造湖・クイビシェフ湖は、支流のカマ川のこのあたりにも広がっている。

## 歴史
歴史記録にチストポリの村が初出するのは17世紀末から18世紀初頭の頃になる。当初は「広い野原」を意味するチストエ・ポーレ（Чистое Поле）という名であった。1761年には人口は1,000人を超えた。
1781年には皇帝エカチェリーナ2世の地方行政改革に伴い市の地位を与えられ、独自の紋章も制定された。やがて地名はチストポリと短縮されて呼ばれるようになる。19世紀末にはチストポリはヴォルガ地方の穀物の一大交易地となっており、後には工業も成立した。ロシア革命の起こった1917年以前のカザン県では、チストポリは県都カザンに次ぐ大きな町であった。
第二次世界大戦（大祖国戦争）ではソ連西部の各地からの工場がチストポリに疎開したほか、小説家もこの地へ疎開した。ボリス・パステルナーク、レオニード・レオーノフらがその代表である。

## 経済
市内では10以上の工場が操業しており、時計（ボストーク社）、食品、船舶などを生産しているほか、ドイツのシーメンス社との合弁による自動車部品工場もある。

## ゆかりの人物
- アレクサンドル・ブートレロフ - 有機化学者、1828年チストポリ生まれ
- ソフィア・グバイドゥーリナ - 作曲家、1931年チストポリ生まれ
- ボリス・パステルナーク - 小説家、1942年から1943年にチストポリへ疎開
- ニコライ・リハチョフ - 化学者、歴史家、美術史家、1862年チストポリ生まれ
- アナトリー・マルチェンコ - ウクライナ人の作家・反体制運動家、1986年チストポリで没